# Геологія Балтійського моря
Геологія Балтійського моря характеризується наявністю територій, розташованих як на Балтійському щиті Східноєвропейського кратону, так і на Дансько-Північнонімецько-Польських каледонідах. Геологи розрізняють сьогоденну западину Балтійського моря, сформовану в кайнозойську еру,та значно старші осадові басейни, осади яких збереглися в зоні. 
Незважаючи на те, що льодовикова ерозія сприяла формуванню нинішньої западини, Балтійський жолоб є значною мірою западиною тектонічного походження, яка існувала задовго до четвертинного зледеніння.

## Давній осадовий басейн

### Тектонічна еволюція

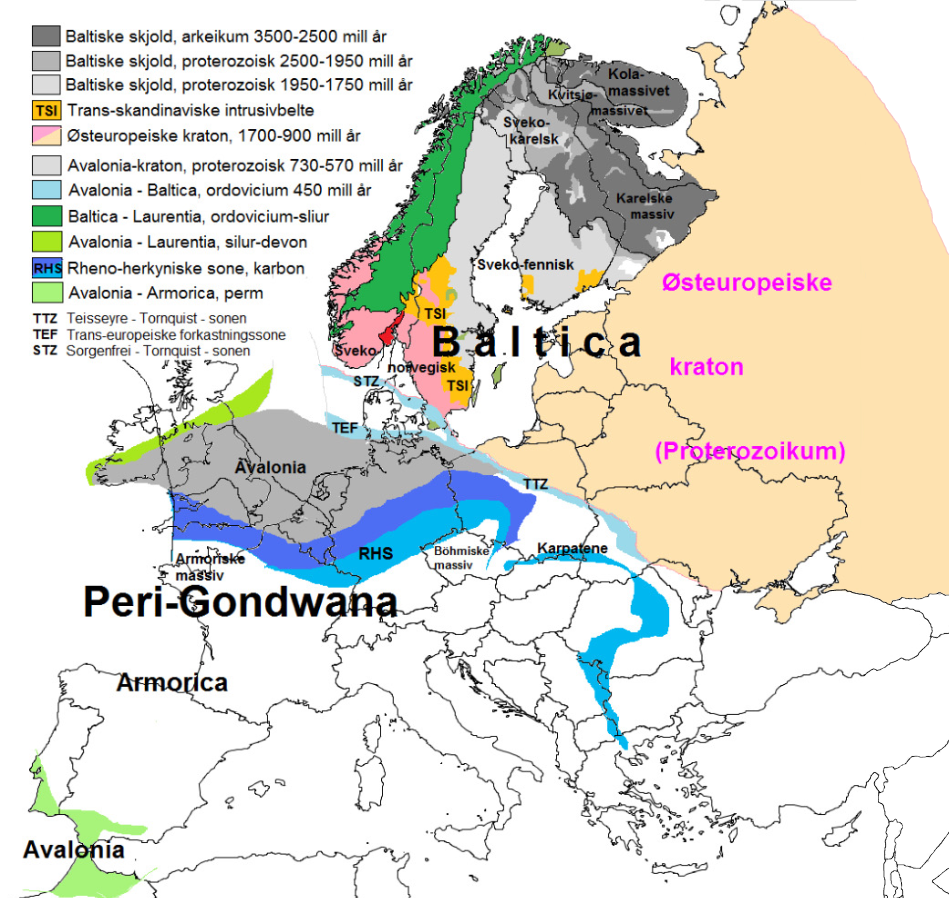
Геологічна карта регіону Балтійського моря. Показаний стародавній материк Балтика, а також Східноєвропейський кратон.

Осадовий басейн Балтійського моря утворився на сформованій Східноєвропейській платформі через мільйони років після її акреції. 
Це відбулось під час пізнього едіакарію та раннього кембрію, коли одна з найнапруженіших частин кратону зазнала реактивації.
З тих пір басейн поглиблювався в основному за рахунок просідання, спричиненого розширювальною тектонікою. 
У північній частині басейну Балтійського моря, включаючи Ботнічну затоку та Ботнічне море, западина виникла у вигляді серії взаємопов’язаних рифтів, які були недостатньо активними, щоб розколоти Східноєвропейську платформу.
Просідання у південних районах найбільше відбулось у пізньому ордовику і тривало до середнього силуру.
У цей час басейн Балтійського моря та Східноєвропейська платформа були частиною континенту і тектонічної плити, відомою як Балтія. 
Балтія зазнала колізії з материком Лаврентія у пізньому силурі та ранньому девоні. 
Це спричинило стиснення в басейні у північно-західному та південно-східному напрямках.
Далі ця колізія призвела до утворення складчасто-насувного поясу та розломів на північ від дансько-північнонімецько-польських каледонідів. 
Під час карбону та перму регіон навколо Рюгена та північної Польщі зазнали магматичної інтрузії.
Після перму тектонічна активність у Балтії тривала весь мезозой аж до крейди. 
Під час крейдового періоду у південно-західній частині басейну відбулася тектонічна інверсія.

### Осадові породи
Найдавнішими осадовими породами в районі Балтійського моря, які не метаморфізовані, є Йотунійські ортокварцити, алевроліти та конгломерати. 
Йотунійські відкладення розкидані.
На півдні та сході Балтійського кристалічного щита гірські породи перекриті великим осадовим покривом, що становить частину Східноєвропейської платформи. 
У балтійському регіоні платформи є осадові одиниці всіх геологічних періодів від едіакарію (венду) до кайнозою.
Палеогенові та неогенові морські відкладення, проте, відсутні у всій Балтійській області, за винятком південних околиць.

## Походження та форма сучасної западини

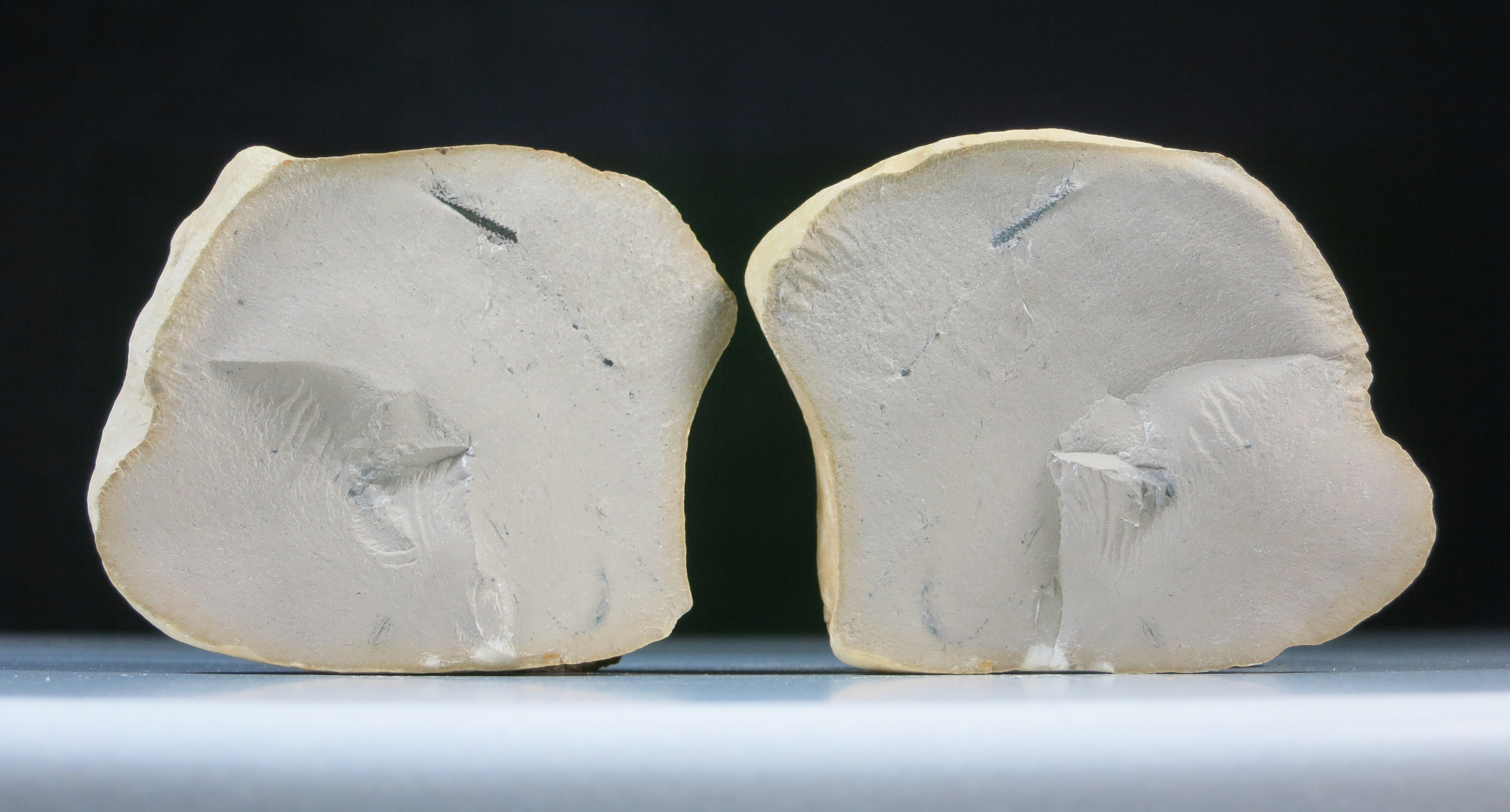
Ордовицький вапняк із дна Балтійського моря, на південь від Аландських островів, який був перенесений льодовиковим щитом під час останнього льодовикового періоду і відкладений на північному сході Німеччини як ератичний валун

Вчені не одностайні у думці, як утворилася нинішня западина Балтійського моря. Такі вчені, як Войпіо (1981) та Шлайупа (1995), вважають, що западина утворилася в кайнозої, до четвертинного періоду, через тектонічні процеси. 
Деякі інші, як Маркс (2004), вважають, що льодовикова ерозія була ключовою для формування западини.
У кайнозої, задовго до четвертинних зледенінь Балтія була долиною великої річки під назвою Ерідан. 
Ця річка стікала на захід у напрямку до Північного моря. 
Неогенове підняття Південношведського нагір'я  відхилило річку Ерідан від її первісного русла через південно-центральну Швецію на південь від Швеції в пліоцені.
Льодовикова ерозія поверхово згладила витягнуту територію Балтії, що простягається від півночі Смоланда, через Стокгольм та Аландські острови до узбережжя на фінсько-російському кордоні. 
Розмита зона та інші зони, складені кристалічними породами Фенноскандійського щита (північна та західна частина Балтійського моря), зазнали загальної дуже обмеженої льодовикової ерозії під час четвертинного періоду.
Батиметрія лінійних западин на дні Балтійського моря показує, що западина зазнала льодовикового заглиблення.
Період, коли льодовик вирізав ці жолоби, невідома, але це могло статися під час перших заледенінь, що зазнав Балтійський регіон. 
Альтернативно, льодовикове заглиблення могло наростати поступово під час послідовних зледенінь, що зазнав регіон.

## Четвертинні моря та озера
Гідрологія, об'єм та природа Балтійського моря значно варіювали у четвертинний період. 
Велика розбіжність пов’язана з географічним положенням, зокрема з високою широтою, через що збільшилась вирогідність зледенінь.
Під час багатьох четвертинних зледенінь вся западина неодноразово покривалась льодовиками. Ці зледеніння вплинули на западину Балтійського моря, переносячі ерозійні відкладення з прилеглих районів до западини, зменшуючи товщину літосферу під час зледенінь та викликаючи гляціоізостазія після витончення та відступу льодовика.
Важливим для розуміння існування Балтії під час четвертинного періоду було його сполучення із відкритим океаном на заході через Данію та Сканію. Сполучення з океаном особливо важливе для утворення океанографічних умов, таких як солоність.

### Еємський інтергляціал та Віслинське зледеніння

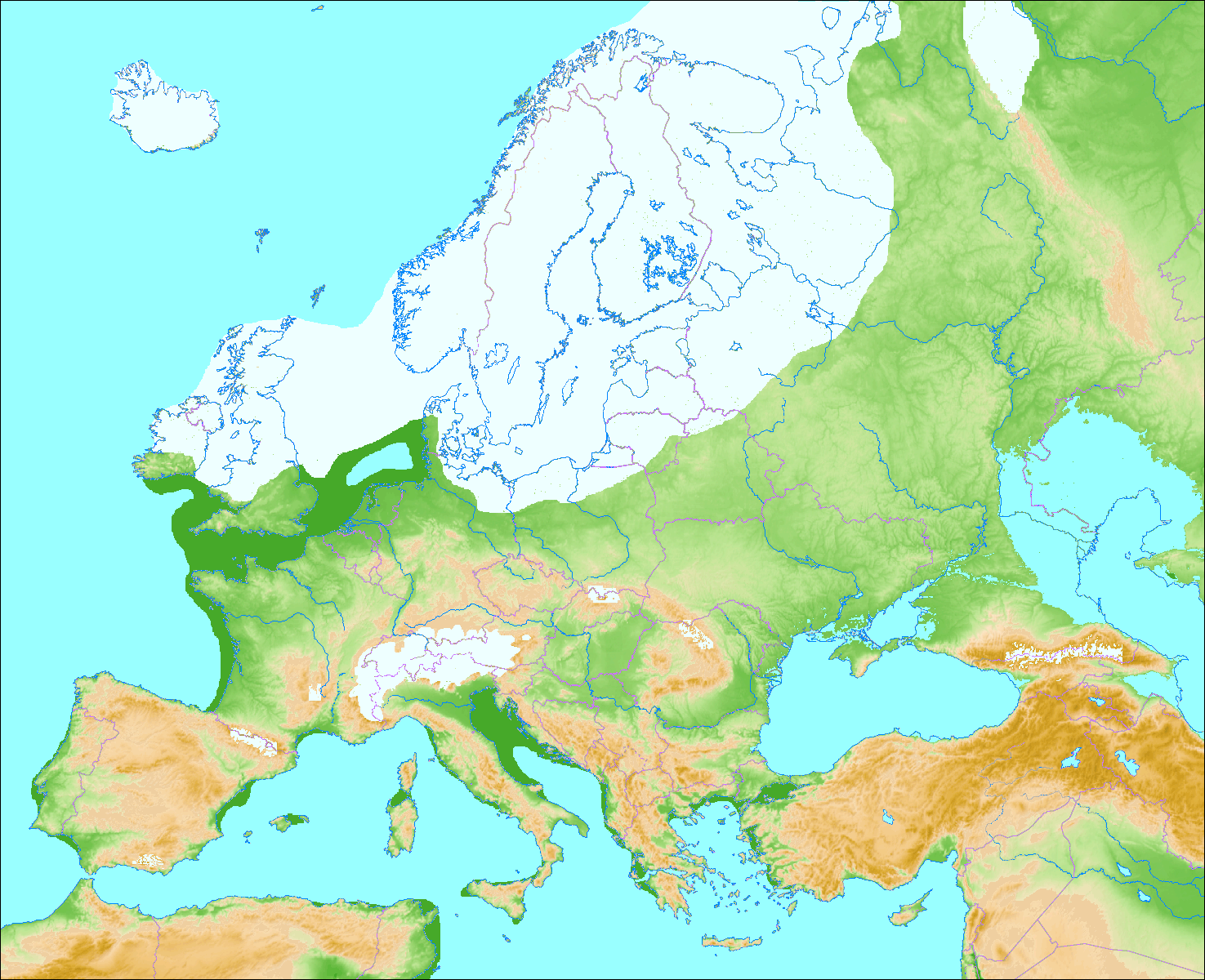
Європа та Балтійський регіон під час Віслинського зледеніння під час Останнього льодовикового максимум приблизно 20 000 років тому

Під час Еємського інтергляціалу близько 130 тисяч років тому, раніше заповнена льодовиком Балтійська западина перетворилася на прісноводне озеро на "короткий" час - 300 років, перш ніж стати більш солоним морем. 
Перші 2500–2000 років існування це море було сполучено з Білим морем через Карельську ізостатичну западину, утворену льодовиковим щитом раннього заальського зледеніння.
Про Балтійське море відомо мало через осциляції Віслинського зледеніння. 
Найперші льодовикові щити Віслинського зледеніння, що відповідають MIS 5b і 5d, проникли в западину Балтійського моря з півночі на південь, але не мали розвитку південніше Аландських островів.
Віслинський льодовиковий щит досяг північної Данії приблизно 65–60 тис. років тому.

### Голоцен
Коли останній льодовиковий щит почав відступати на північ від западини Балтійського моря в ранньому голоцені (близько 10 тис. років тому), льодовикова тала вода накопичилася між передньою частиною льодовикового щита та південними берегами, що не мали льодовику.
Це накопичення прісної води утворило озеро, відоме як Балтійське льодовикове озеро. 
Це озеро не змішувалося з морською водою із заходу, оскільки суходіл навколо всієї западини піднімався швидше, ніж рівень моря. 
Врешті-решт змішання та сполучення з океаном відбулися, коли фронт льодовика відступив на північ за Біллінген приблизно 11 500 років тому.
Балтійське льодовикове озеро швидко скинуло зайву воду досягаючи рівня моря. З цього моменту на Балтійська водойма перетворилося на Іолдійове море. 
Близько 10 700 років тому триваючий підйом суші знову відокремив балтійський водойму від океану, і Іолдійове море перетворилося на Анцилове озеро. 
Це озеро проіснувало до 10 000 років до теперішнього часу, коли було встановлено нове сполучення з океаном, цього разу через Данські протоки, було утворено Литоринове море. Підйом суші не закрив Литоринове море, але з часом зробив зв’язок з океаном меншим, через що приплив солоної води зменшився, таким чином акваторія поступово еволюціонувала до нинішнього Балтійського моря з дещо солонуватою водою.